# Rhithrogena japonica
Rhithrogena japonica is een haft uit de familie Heptageniidae. De wetenschappelijke naam van de soort is voor het eerst geldig gepubliceerd in 1928 door Uéno.